# Брифінг-офіс
Бри́фінг-о́фіс — загальна назва пунктів передпольотного інформаційного обслуговування користувачів повітряного простору на аеродромах цивільної авіації України повідомленнями щодо обслуговування повітряного руху, аеронавігаційною та метеорологічною інформацією.
Інформація про надання на аеродромі передпольотного інформаційного обслуговування публікується в збірнику аеронавігаційної інформації України.

## Структура
Брифінг-офіс утворюється у складі:
- пункту збору донесень щодо обслуговування повітряного руху (англ. Air Traffic Services Reporting Office — ARO);
- пункту передпольотного обслуговування аеронавігаційною інформацією[en] (англ. Aeronautical Information Services — AIS);
- пункту передпольотного  метеорологічного обслуговування (англ. Meteorological  Services — MET).

У разі, якщо створення брифінг-офісу в повному складі на аеродромі визнано недоцільним, створюється ARO з частковим покладанням на нього функцій AIS та MET.